# 90 a.C.
Il 90 a.C. (XC a.C. in numeri romani) è un anno  del I secolo a.C.

## Eventi
- Scoppia la Guerra sociale fra i Romani ed alcuni dei loro alleati.
- Ucciso il console Publio Rutilio Lupo in una battaglia contro gli Italici. A Gaio Mario viene assegnato il comando dell'esercito. La Lex Julia di Lucio Giulio Cesare, l'altro console, concede la cittadinanza agli Italici che non si sono rivoltati. Fra essi si distinguono gli abitanti della città di Firmum Picenum (ora Fermo).
- Mitridate VI, re del Ponto, approfitta delle difficoltà di Roma per cercare di conquistare la Cappadocia e la Bitinia.

## Nati
- 4 novembre - Psenptah III, nobile e sacerdote egizio († 41 a.C.)
- Gaio Scribonio Curione, politico romano († 49 a.C.)
- Lucio Munazio Planco, militare e politico romano († 1)

## Morti
- Erio Asinio, politico e condottiero
- Publio Rutilio Lupo, politico e militare romano
- Vezio Scatone, generale